# Giovanni Lolli
Giovanni Lolli (ur. 3 czerwca 1950 w L’Aquila) – włoski polityk i samorządowiec, parlamentarzysta, były sekretarz stanu, od 2018 do 2019 pełniący obowiązki prezydenta Abruzji.

## Życiorys
Absolwent liceum naukowego, następnie przez pięć lat studiował medycynę na Uniwersytecie Bolońskim (bez uzyskania dyplomu). Działał we Włoskiej Partii Komunistycznej. Został sekretarzem jej młodzieżówki FGCI w Abruzji i Włoszech, a później sekretarzem PCI w prowincji L’Aquila i Abruzji. Pomiędzy 1985 a 1990 był radnym miejskim L’Aquili. Później dołączył do Demokratycznej Partia Lewicy oraz będących jej następcami Demokratów Lewicy i Partii Demokratycznej. Pełnił funkcję koordynatora ds. stowarzyszeń i spotu we władzach pierwszego z ugrupowań, należał do sekretariatu PD.
W 2001 uzyskał mandat w Izbie Deputowanych XIV kadencji. W 2006 nie został wybrany do Senatu, natomiast objął stanowisko sekretarza stanu ds. młodzieży i sportu w rządzie Romano Prodiego (do 2008). W 2008 powrócił do niższej izby parlamentu XVI kadencji, w 2013 nie uzyskał reelekcji. W czerwcu 2014 wybrano go radnym Abruzji i zastępcą prezydenta regionu, w międzyczasie sprawował mandat posła od 26 września do 7 października 2014 (zrezygnował z niego). Od sierpnia 2018 do lutego 2019 pozostawał pełniącym obowiązki prezydenta (po odejściu do Senatu Luciano D’Alfonso). Zakończył pełnienie funkcji w 2019.

## Życie prywatne
Żonaty, ma syna.